# 伊藤栄次
伊藤 栄次（いとう えいじ、1961年7月21日 - ）は、日本の男性声優。エスエスピー所属。埼玉県深谷市出身。

## 略歴

### 生い立ち
小さい時は周囲から「『宇宙エース』のキャラに似てる」と言われていたが、その一方、お姉さんたちに「おもちゃみたいにかわいい」とも言われていたという。上の兄は外でよく遊ぶ子供だったが、伊藤は、小さい時から外で遊ぶタイプではなく、運動が苦手で運動会や体育祭も苦手でスポーツ等は、全く興味を持っていなかった。
小さい時からアニメや特撮ものが好きだった。小学生の頃から、テレビで放送していた海外ドラマや映画やそれらの吹き替え版を観ていたという。
小学校に入学前は、広い道路を1人で渡ることもできなかったため、上の兄に必死でついていき、劇場で映画を見ていた。初めて1人で劇場で観に行った映画は小学3年生くらいの時に観ていた映画『ガメラ』だったと語る。

### 学生時代
埼玉県深谷市立深谷西小学校に入学後、1人で『東映まんがまつり』、『東宝チャンピオンまつり』、『ゴジラシリーズ』などの映画を観に行っていたが、よくお姉さんたちに、「いっしょに観よう…」、「お菓子、食べる?」と声をかけられて、色々お菓子等をもらっていたという。
小学校時代はテレビ好きであり、ある時、『仮面ライダー』で撮影中の事故で重傷を負った本郷猛 / 仮面ライダー1号役の藤岡弘、の代役の声がテレビアニメ『侍ジャイアンツ』の八幡太郎平と同じ声だと思い、興味を持つ。後年には、現場の飲み会でその時の声を演じていた納谷六朗に当時の話を伺って確認していたという。
子供の頃からオープニング・ナレーションが好きで、『仮面ライダー』の「仮面ライダー 本郷猛は改造人間である…」、『サスケ』の「光あるところに影がある…」、『ラ・セーヌの星』の「フランス革命の前夜…」等「カッコいいなぁ！」と思い、必死で覚えていた。このあたりから、声優の道にいく兆しがあったようだった。やがて、カセットテープに録音するようになったという。
その頃、いじめられっ子でもあり、クラスの数人にいじめられていた。持ち上げもあり、「お楽しみ会」などでは演出家兼役者だったなど文化祭、「お楽しみ会」が好きだった。小学校時代に体育館での芝居を観ていたこと、高校時代に参加していた「声優教室」でセリフを喋っていたところ女子に注目されたこと、高校3年生の時に東京都新宿区の紀伊國屋ホールで上演されていた舞台『熱海殺人事件』を観ていたこともあり、役者を志す。
高校入試の時は埼玉県深谷市立深谷中学校時代の中学2年生の頃に「普通科」、「演劇部がある」、「家から近い」と決めていたこと、姉は女子校で兄は男子校に通っていたが、姉と兄は「あ～あ、共学が良かったな…」と小学校時代の伊藤に話していたこともあり、その時の伊藤は「男女共学」と決めて埼玉県立深谷高等学校を選んでその試験を受けて合格して同高等学校に進学。
高校時代は演劇部に所属していた。高校2年生まで将来は大学に進学し、国語か社会の学校の教師になって、演劇部の顧問になると思っていたという。
高校3年生の時、東京都町田市で開催されていた『声優イベント』の「声優チャレンジコーナー」に参加して、車掌と客の会話を体験していた。当時の『アニメージュ』にも伊藤の名前が掲載されて、その時は喜んでいたが、養成所に入所した時にその『アニメージュ』を処分してしまったという。その時の相手役が、弥永和子で、伊藤が声優デビュー後に現場で弥永に会った時は伊藤はドキドキしていた。仕事の終わりに伊藤は弥永に前述の高校時代に参加していたイベントのことを話していた。
高校生時代に文化祭用に撮った映画部の作品にアテレコで参加していたという。

### キャリア
高校卒業後、俳協俳優養成所10期生を経て、20歳の頃から劇団俳協に入団。
高校生の頃から予告編のナレーションに憧れており、20歳くらいの時に公開されていたジャッキー・チェンの映画で伊藤ら3人でナレーションとして出演している。
声優としてのデビューは伊藤曰くよく分からないが、伊藤が出演していた外画の吹き替えの地上波での初放映は『木曜洋画劇場』の『少林寺マスター』だったといい、伊藤の23歳の誕生日にその映画を観ていたという。初レギュラーは『バード事件簿』のジャミル役となる。
以前は東京俳優生活協同組合、CSRコーポレーション、九プロダクション、アクセント、ケッケコーポレーション、プランダス、ラムーに所属していた。
2020年12月よりエスエスピーに所属。プランダスには2016年6月1日、ラムーには2018年12月から所属していた。

## 人物
小さい時は「えいくん」と呼ばれていた。子供の頃はテレビアニメ『ウメ星デンカ』の火星人に似ていたことから「火星人」と言われていたという。
4～5歳の頃に母と妹とバスで団体旅行に行き、そこで着いて宿泊していたホテルの風呂に溺れたり、小学3年生の時に自転車を転がして踏切を渡っていたところ途中で足が挟まったり、高校生くらいの時に上の兄たちと行っていた海におぼれたり、高校1年の時に地元で朝に乳酸菌飲料を配るアルバイトをして自転車の運転中にUの字のコンクリートとそれを埋めるために掘られた半円の隙間に突っ込んでしまいアゴに傷を負ったり色々死にそこなった経験をしている。
高校時代は乳酸菌飲料を配るアルバイト、20代の頃に東京都新宿区のビルのアルバイトをしていた。

### 特色
役柄としては、艶のある声質で温かみある父親役、老人役、二枚目の上司役、政府の要人役などを演じることが多い。
2013年4月16日付けのブログによると、声の仕事については好きで、そのことについては幸せだといい、色々な役を演じていきたいと語る。同時にある人物から「もし、○○というマンガがアニメになったら、□◇というキャラクターをやってほしい…」と言われたり、ネットで、「今度、あの作品に出てくる□◇というキャラクターは伊藤栄次がいいな」と書かれたりしているが、このことに関しては嬉しいという。

### 出演作について
『ザ・シンプソンズ』ではルー役などの色々なキャラクターを演じていた。また当時の『ザ・シンプソンズ』の出演者の中では伊藤が若手だった。
『夏目友人帳』シリーズでは藤原滋役を演じている。ある日、ある飲み会でそばにいた人物と仕事の話をしていたところその人物から「えっ？！　滋さん？」と言われて、伊藤は「はい、藤原滋です。」と言っていたところ、その人物はすごい喜んでくれたと語る。伊藤がレギュラー的に講師をしていた養成所の生徒たちがテレビアニメ『夏目友人帳』のファンであり、何人かが「夏目友人帳に先生と一緒に出るのが私の目標です！」と言っていたという。
フジテレビの『ゴールデン洋画劇場』に初めて出演していた時、『ダイ・ハード』のリハーサルの映像を見てアラン・リックマンが「カッコいい！」と思った。他にも思い出深い作品としては『ラブ・アクチュアリー』、『ギャラクシー・クエスト』を挙げている。

### 趣味・嗜好
特技は歌、レタリング。趣味はジャズダンス、ズンバ、レタリング、版画、年賀状の版画。
好きなことについては、若い頃よく「好きなことやって、いいなぁ～」と言われていた。しかし算数は苦手だという。
年賀状の版画については、中学生からしており、デザインは上の兄に描いてもらっているという。
子供の頃、ディズニー作品のキャラクターでクマのプーさんが初めて好きになった。昔、東京ディズニーランドに行っていた経験もあったり、声優デビュー後にはディズニーの番組『Disney Time』のナレーションも務めていた。
好きな食べ物は炊き立ての飯、餃子、讃岐系のうどん、白身系の刺身、餡子系の菓子。小さい時から和菓子が好きで、劇団時代は、地方公演の時に、その町の小さな店でお饅頭を買って食べるのが好きだった。基本的にはつぶあん派で子供の頃はぼた餅を作っていた時に、余ったあんこを食べていたという。
酒好きで、若い頃は、呑む雰囲気が好きだった。乙類の焼酎を呑んでいる。日本酒については、若い時はあまり得意ではなかったが、その後は好きだという。ビールの中では、サッポロラガービールの銘柄が一番好きだという。2011年以降、ノンアルコール飲料に熱中しているという。甲類の中では一番好きな焼酎はキンミヤ焼酎。辛口焼酎ハイボールはレモンの方は少し好きだという。
身体を動かすことが好きであり、歌のレッスンやダンスのレッスンや踊りのレッスンに参加することもあるという。ダンスについては養成所時代からしており、劇団時代にダンスのレッスンや舞台で歌ったり踊ったりしていたという。
自転車によく乗るという。自転車に乗れるようになったことについては4歳の時に父を亡くしており、皆は働いていたことから「自転車の荷台を押さえてもらって練習した」という記憶はなく当時の自宅にも子供の自転車はなく、前述のとおり、元気に遊ぶ子供でもなかったこともあり、覚えていなかった。しかし、小学校の高学年の時には母の手伝いで朝刊を配るのを手伝っており、自転車のおかげで少しは外に出る子供になれたと2016年3月8日付けのブログで語る。
小学生の頃、日本教育テレビ(現:テレビ朝日)で日曜日の昼頃に放送されていた番組『東映アワー』を見ていた。映画『不良番長シリーズ』や『網走番外地シリーズ』等を観に行って、感動して泣いてしまった。『東映まんがまつり』のアニメ映画も好きだった。そのうちの一作として公開されていた『長靴をはいた猫』が忘れられず、それでショックを受けており、主題歌も一度でけっこう憶えていたという。声優として活動するようになってからはぺロ役を演じたいと思っているという。2009年8月26日付けのブログによるとでは東映アニメーションのアニメ作品の出演願望があると語る。
特撮ヒーローものが好きで、スーツアクターと舞台に立ったりしていたところ、益々好きになったという。一方、幼い頃は『ウルトラマン』、『ウルトラセブン』などの『ウルトラシリーズ』、『仮面ライダー』などの『仮面ライダーシリーズ』、『大巨獣ガッパ』、『妖怪大戦争』、『スペクトルマン』、少し大きくなり『人造人間キカイダー』も観ていたという。
『仮面ライダー』については、10歳からリアルタイムで観ていた。当時、「この怪人の声は、あのアニメのあの人」と思っていたこともあったり、小学6年生の時に、『仮面ライダーV3』のハサミジャガーのコスチュームを作ったこともあった。声優デビュー後に現場で、当時怪人の声を演じていた声優たちに会ったという。
『ゴジラシリーズ』では『ゴジラ対ヘドラ』がけっこう好きだった。ヘドラのデザインから発想して伊藤はオリジナル怪人のカビの怪人のカビビンガーをデザインして、かぶりものまで造っていたという。
『ウルトラシリーズ』、『仮面ライダーシリーズ』、『ガメラシリーズ』については未だに出演はしていないが、伊藤自身のブログやXなどではそれらの出演願望があるという。
『スーパー戦隊シリーズ』では何本か怪人の声、『ゴジラシリーズ』では『ゴジラvsデストロイア』に出演していた。『スーパー戦隊シリーズ』については『未来戦隊タイムレンジャー』を最後に出演していないが、『スーパー戦隊シリーズ』や『ゴジラシリーズ』については伊藤自身のブログやXなどでも再出演を希望しているという。
好きな言葉は「やるだけやる」。

### 交友・対人関係
大平透のことを尊敬しており、大平とは『バード事件簿』、『ザ・シンプソンズ』、『よばれてとびでて!アクビちゃん』で共演したり、大平は伊藤の結婚パーティーに出席してたりもしていた。東京都港区赤坂の舞台のマチネ公演を観た後に東京都港区六本木方面へ歩いていた。その時に偶々通りかかっていた大平から「おい、何してる。栄次」と話しかけられ、伊藤は驚いたり、周囲に分かるように大きな声で返事をしていたという。
中学生の頃から野沢那智がラジオパーソナリティーを務めていた『パックインミュージック』を聞き出したり、野沢が出演していた『太陽がいっぱい』をドキドキして見たり、『新・エースをねらえ!』をまっすぐに観て憧れてたりしていた。『クレオパトラ』のオクタビアン、『新・エースをねらえ!』の宗方コーチ、『チキチキマシン猛レース』のナレーションセリフまで覚えてよく物真似もしていた。劇団時代に、あるプロデュース公演のオーディションで野沢に会った時は、レッスンまでやってきていた。声の現場で又会って、あるパーティーでは、前半が伊藤で、後半が野沢と司会まで一緒にしてくれたという。あるアニメに出演していた時、『スター。ウォーズ』のパロディーシーンがあり、それに登場していたC-3POのようなキャラを演じていた。このことから役者としての伊藤は野沢からスタートしているかもしれないと語る。
同い年の津久井教生（学年は津久井の方が1歳上。）とは仲が良く、舞台などで共演している。

### 家族
母（1920年 - 2002年3月31日）は盆踊りの時には浴衣を着て、自転車で移動して地元の色々な会場に出没していた人物だった。伊藤はそんな母を見て子供心に「すげぇな!」と思っており、そのおかげで踊ることが、好きになったのかもしれないという。家族に姉と兄と妹がおり、妹夫婦はうどん屋の「和照茶屋」を経営している。
伊藤は既婚者で1998年8月3日に結婚している。伊藤と妻との間に子供がいる。
甥に漫画家の大亜門がいる。
姪にOSK日本歌劇団の南星杜有がいる。

## 出演
太字はメインキャラクター。

### テレビアニメ
1992年
- 魔法のプリンセス ミンキーモモ 夢を抱きしめて（郵便屋B）

1993年
- 疾風!アイアンリーガー（技師、ボクサーリーガー）
- しましまとらのしまじろう（1993年 - 2013年、とりごろう〈とりっぴいのパパ〉） - 3シリーズ
- ジャングルの王者ターちゃん♡（1993年 - 1994年、ハンター、審判、レフェリー、医者、アルゴ、ツェペシ、通信兵、百蓮仮面 他）

1994年
- 3丁目のタマ うちのタマ知りませんか?（クロの主人、グランピィ、酒の精）
- 魔法陣グルグル（パノ）
- 幽☆遊☆白書（西帝、妖怪、周）

1996年
- あずきちゃん（高橋朋美の祖父）
- シンデレラ物語（店の主人）
- 超者ライディーン（司会者）
- B'T-X（兵士1）
- みどりのマキバオー（サトミアマゾン、榊原、ブッチャー、馬C）

1997年
- エルフを狩るモノたちII（ゴブリン、村長）
- はれときどきぶた（ガイコツ大統領、雷社長、農村のおじさん）
- マッハGoGoGo（ミル）
- 烈火の炎（藤丸、獅獣）

1998年
- それいけ!アンパンマン（1998年 - 2018年、きんぴら和尚〈初代〉、ポッカリ島の村長〈2代目〉、たまご大臣〈3代目〉、てんぷら和尚〈2代目〉）
- TRIGUN（ペトリ）
- MASTERキートン（男性、荷物係）

1999年
- 週刊ストーリーランド「103便SOS」（管制官）
- ∀ガンダム（パイロットA）
- 小さな巨人 ミクロマン（ドリルジョー、ミクロマン・オーディーン〈代役〉、アンゴルモア、市長、列車の運転手）
- BLUE GENDER（リック）

2000年
- KAIKANフレーズ（ローレンス・ハワード）
- タイムボカン2000 怪盗きらめきマン（ジャングール）

2001年
- よばれてとびでて!アクビちゃん（大々魔王、東村山竜吉、アンドレ）

2002年
- 東京ミュウミュウ（ももかの父）
- ヒートガイジェイ（上司）
- ぷちぷり*ユーシィ（ジール）

2004年
- こちら葛飾区亀有公園前派出所（2004年 - 2005年、木山社長、タレント）
- サムライチャンプルー（主人）
- 爆裂天使（浮浪者1）
- 光と水のダフネ（窃盗団ボス）
- まっすぐにいこう。（第2期）（岡田）
- マリア様がみてる〜春〜（山辺）
- 陸奥圓明流外伝 修羅の刻（桂小五郎、斎藤一）

2005年
- アイシールド21（2004年 - 2005年、男、青柳卓）
- ガラスの仮面（田辺）
- NARUTO -ナルト-（ナガレ）
- フタコイ オルタナティブ（霜島涼）
- 雪の女王（村人）
- ロックマンエグゼ シリーズ（秋原博物館館長、ゾアノパンク）　- 2シリーズ

2006年
- シルクロード少年 ユート（麹文泰）
- バーテンダー（バーテンダーA）
- ふしぎ星の☆ふたご姫 Gyu!（ラッシュ）
- BLEACH（コンビニ店長）

2007年
- 風の少女エミリー（ウォレス）
- 機神大戦ギガンティック・フォーミュラ（荏田島将雄）
- 人造昆虫カブトボーグ V×V（カメーダ・カーメダの父）
- 神霊狩/GHOST HOUND（竹葉昌照）
- ぷるるんっ!しずくちゃん（おじいちゃん）
- ロケットガール（守衛）

2008年
- ゴルゴ13（囚人）
- TYTANIA -タイタニア-（ヌニエス）
- 夏目友人帳（2008年 - 2024年、藤原滋、親戚のおじさん、巨顔の妖怪） - 7シリーズ
- MAJOR シリーズ（2008年 - 2009年、ミラー、職員、ゲレーラ） - 2シリーズ

2009年
- クッキンアイドル アイ!マイ!まいん!（先代社長）
- 毎日かあさん（2009年 - 2010年、かあさんの兄、ソンブンさん）
- 遊☆戯☆王5D's（2009年 - 2010年、邪神の声、ドラガンの父）
- ライブオン CARDLIVER 翔（大場エイジ）

2010年
- 薄桜鬼 碧血録（榎本武揚）

2011年
- 遊☆戯☆王ZEXAL（郷田）

2012年
- 宇宙兄弟（鶴見、ジョニー）
- ジュエルペット きら☆デコッ!（ウォルフガング）
- ZETMAN（杉田博士）
- 超訳百人一首 うた恋い。（藤原兼家）
- HUNTER×HUNTER（第2作）（2012年 - 2014年、ライト＝ノストラード、イワレンコフ、館長）

2013年
- ビーストサーガ（アザラシ、サーモマンサー）

2014年
- 寄生獣 セイの格率（校長、滝沢）

2015年
- デュエル・マスターズ VSR（ハチロー）
- 乱歩奇譚 Game of Laplace（法律学者）

2016年
- ナースウィッチ小麦ちゃんR（圭一、八百屋）
- ドリフターズ（ドワーフ、ドワーフ長）

2017年
- 地獄少女 宵伽（栄作の父）

2018年
- 音楽少女（クイーンレコード社長）

2024年
- 異世界でもふもふなでなでするためにがんばってます。（ハンレイ）

### 劇場アニメ
1993年
- お星さまのレール（職員）
- 銀河英雄伝説 新たなる戦いの序曲（ゴドノフ）

1994年
- ライヤンツーリーのうた

1996年
- PiPi とべないホタル（ゲンゴロウ〈オス〉）

1999年
- 小さな巨人ミクロマン 大激戦!ミクロマンVS最強戦士ゴルゴン（ミクロマン・オーディーン）

2002年
- えっちゃんのせんそう（六平）
- デジモンフロンティア 古代デジモン復活!!（ムースモン）

2018年
- 劇場版 夏目友人帳 〜うつせみに結ぶ〜（藤原滋）

### OVA
1992年
- 世界の光 親鸞聖人（権太）
- 創竜伝（1992年 - 1993年、幹事長 他）

1993年
- 今日から俺は!!（チンピラA）
- ブラック・ジャック（刑事）

1994年
- 銀河英雄伝説（パウマン）
- リカちゃんとヤマネコ 星の旅（市場のおじさん）

1995年
- アイドルプロジェクト（エブル）

1996年
- BURN-UP W（ブルセラ店長）

1997年
- 綾音ちゃんハイキック!（レフェリー）
- B'T-X NEO（兵士A）

2001年
- アニメーション制作進行くろみちゃん（田の中瑞穂、監督、博士）

2004年
- 夏色の砂時計（校長）
- Phantom -PHANTOM THE ANIMATION-

2014年
- 夏目友人帳 いつかゆきのひに（藤原滋）

### ゲーム
1996年
- ラングリッサーIII（霧風、ボーゼル）

2003年
- ケロケロキングDX（ぬるぽん）
- 半熟英雄対3D（ナマポリタン大使）

2005年
- 鋼の錬金術師3 神を継ぐ少女（一族の戦士〈巨漢〉）

2008年
- 薄桜鬼 〜新選組奇譚〜（榎本武揚）

2009年
- タクトオブマジック

2011年
- 三極姫〜三国乱世・覇天の采配〜（祖茂大栄、劉表景升）
- 戦律のストラタス（柿沼敏治、マイヤーズ）
- The Elder Scrolls V: Skyrim（衛兵、イスグラモル他）

2012年
- L.G.S 〜新説 封神演義〜（黄飛虎）
- 源狼 GENROH（藤原秀衡）
- 新・光神話 パルテナの鏡（タナトス）

2013年
- X・A・O・C 〜ザオック〜（草奉族・壮年）

2014年
- あやかしごはん（鵺）

2016年
- ALICE ORDER（ブライアン・リード）
- 薄桜鬼 真改 華ノ章（榎本武揚）

2023年
- Fate/Samurai Remnant（老武蔵、男 老人 厳格）

2024年
- リバース:1999（パイオニア）

### ドラマCD
- 穢翼のユースティア(ネヴィル)
- 俺に決めた! 貞治の想い。(Cineria)
- Fate/Prototype 蒼銀のフラグメンツ(玲瓏館当主[194])

### 吹き替え

#### 映画
- アイス・ストーム
- アウトブレイク ※日本テレビ版
- アベンジャーズ（ベイリー〈エディー・イザード〉）
- 暗殺者 ※フジテレビ版
- アメリカを売った男
- 今そこにある危機（ラミレス〈ベンジャミン・ブラット〉）※ビデオ版
- イルマーレ
- インデペンデンス・デイ（大統領補佐官3）※ソフト版、（職員2、SS1）※テレビ朝日版（日本語吹替完全版Blu-rayBOX収録）
- イングリッシュ・ペイシェント
- エアフォース・ワン ※ビデオ版
- エイリアン3（会社の男）※フジテレビ版
- エグゼクティブ・デシジョン（デニス・ケイヒル〈オリヴァー・プラット〉）※ビデオ版
- es［エス］（ラース〈フィリップ・ホフマイヤー〉）※ビデオ版
- オープン・ユア・アイズ（司会者）
- オール・アバウト・マイ・マザー
- おもちゃの国を救え!
- がんばれ!ベアーズ（ボブ・ホワイトウッド〈ベン・ピアッツァ〉）※テレビ朝日版DVD用追加録音
- ギャラクシー・クエスト（マセザー〈エンリコ・コラントーニ〉）
- クイーンズ・ロジック/女の言い分・男の言い訳（ジャック）※VHS版
- クリフハンガー（デイビス）※日本テレビ版
- クレイドル・ウィル・ロック（シド〈ジャック・ブラック〉）
- グローリー・デイズ〜旅立ちの日〜（ミッキー）
- クロウ/飛翔伝説（ファンボーイ〈マイケル・マッシー〉）※テレビ東京版（4Kリマスター・スペシャル・エディションBlu-ray収録）
- ゴーストバスターズ2（市長公邸のドアマン〈ボビー・ブラウン〉）※フジテレビ版（日本語吹替完全収録版Blu-ray BOX収録）
- コーラス
- ザ・グリード ※テレビ朝日版
- ザ・パッケージ/暴かれた陰謀
- G.I.ジェーン ※フジテレビ版
- 死の標的（ネスタ）※フジテレビ版
- シャドー ※テレビ朝日版
- ジョンQ -最後の決断- ※日本テレビ版
- 知らなすぎた男（コクレーン）
- 真珠の耳飾りの少女（ヨハネス・フェルメール〈コリン・ファース〉）
- スクリーマーズ ※VHS版
- スパイダー パニック!（ノーマン）※ビデオ版
- スペース・ジャム（チャールズ・バークレー）
- ソードフィッシュ（弁護士）
- ダークシティ
- ターミナル・ベロシティ ※ソフト版
- ダイ・ハード（リトル・ジョンソン、セールスマン）※フジテレビ版
- ダイ・ハード2 ※フジテレビ版
- タイムマスター〜時空をかける少年〜（ケイン〈ダニエル・クレイグ〉）※VHS版
- 多重人格（守衛）
- 007 消されたライセンス（ペレス）※テレビ朝日版
- ダブルチーム ※ビデオ版、テレビ版両方
- 沈黙の陰謀 ※日本テレビ版
- 追跡者 ※ビデオ版
- ディアボロス/悪魔の扉 ※ビデオ版
- デスペラード ※ビデオ版
- デンジャラス・バディ
- デンジャラス・マインド/卒業の日まで
- ドラゴン・アイズ（ホン〈カン・リー〉）
- トリプルX※ビデオ版
- 肉の鑞人形（アンドレア・コンベルーシ〈リッカルド・セルヴェンティ・ロンギ〉）
- ネバーエンディング・ストーリー3 ※テレビ朝日版
- NY検事局
- ハーヴィ/裸のウサギを持つ男
- 裸の十字架を持つ男/エクソシストフォーエバー（ルーク・ブロフィ神父）
- バックファイヤー!
- ハッピィブルー
- 判決/クライム・オブ・ザ・センチュリー
- 判決前夜/ビフォア・アンド・アフター
- ハンコック（囚人）
- 必殺処刑コップ ※テレビ東京版
- ビバリーヒルズ・コップ3 ※テレビ朝日版
- ファイアー・ファイト
- ファイト・クラブ（アーヴィン〈ポール・ディロン〉）※ソフト版
- ファントムフォース
- フィフス・エレメント（ビリー〈ルーク・ペリー〉）※VHS・DVD版
- 54 フィフティ★フォー（マーク〈ダニエル・ラパイン〉）※ソフト版
- フェイス/オフ（フィッチ）※ビデオ版
- フォレスト・ガンプ/一期一会（タクシー運転手）※VHS・DVD・BD版
- ブラッド・チェイサー 呪術捜査線（マックルズ教授〈モーガン・フリーマン〉[195]）
- フリントストーン/モダン石器時代（白髪の男〈ジョナサン・ウィンタース〉）
- フリントストーン2/ビバ・ロック・ベガス
- ブレイブハート（スティーヴン）※ビデオ版
- ブロークン・アロー ※日本テレビ版
- プロフェシー
- プロポーズ ※テレビ朝日版
- 暴走特急 ※ビデオ版
- ホーム・アローン（スネーク）※テレビ朝日版（日本語吹替完全版Blu-rayBOX収録）
- ホーム・アローン3 ※ソフト版
- ボディガード（ヘンリー）※フジテレビ版
- マイティ・ジョー
- マキシマム・リスク ※ビデオ版
- マネー・トレイン ※テレビ朝日版
- ミス・ペレグリンと奇妙なこどもたち（ケヴ）
- ミッドナイトクロス（警官 他）※DVD
- 身代金 ※ビデオ版・テレビ朝日版
- ミュージック・オブ・ハート
- メイド・イン・マンハッタン ※ソフト版
- メジャーリーグ3（ダウンタウン〈ウォルトン・ゴギンズ〉）
- メリーに首ったけ（クレボイ刑事〈リチャード・タイソン〉）
- モータル・コンバット（シャン・ツン〈ケイリー＝ヒロユキ・タガワ〉）※DVD・BD版
- ヤングガン2（チャールズ・ファーレン〈ブラッドリー・ウィットフォード〉）※フジテレビ版（BD収録）
- ユニバーサル・ソルジャー/ザ・リターン（モロー軍曹）
- ライアンを探せ!
- ラストサマー2（デイブ〈ジョン・ホークス〉）※ビデオ版
- ラストダンス（ジョン・ヘンリー・リース〈チャールズ・S・ダットン〉）
- ラスト・ボーイスカウト ※日本テレビ版
- ラストマン・スタンディング ※ビデオ版
- 乱気流/タービュランス ※日本テレビ版
- ランダム・ハーツ（ディック・モントーヤ〈ポール・ギルフォイル〉）※ビデオ版
- リーサル・ウェポン ※テレビ朝日版
- リコシェ/炎の銃弾 ※日本テレビ版
- リベラ・メ
- レオン 完全版（マルキー〈ピーター・アペル〉）※VHS・DVD版
- レリック（エヴァンズ）
- ロミオ・マスト・ダイ（ヴィンセント・ロス）※ビデオ版
- 私が愛したギャングスター

#### ドラマ
- アンフォゲッタブル 完全記憶捜査（司祭）
- ER緊急救命室シリーズ
  - シーズン8 #162（グレン・アッシュマン〈ビル・コット〉）
  - シーズン9 #200（ポール・ドレスラー〈ポール・ブッチャー〉）
  - シーズン11 #229（アルフォンソ・ラミレス〈フランチェスコ・クイン〉）
  - シーズン14 #293（ベニー〈ポール・カラフォテス〉）
- インディ・ジョーンズ/若き日の大冒険（ホテル従業員）
- クリミナル・マインド FBI行動分析課シリーズ
  - シーズン4（マーサー）
  - シーズン6（マシュー・ジェイコブズ）
- コールドケース6（ミッキー・トンプソン）
- CSI:ニューヨーク8（ジェラルド・ブランソン）
- 蒼穹の昴（恭親王）
- 24 -TWENTY FOUR-（ユーリ・スワロフ〈ニック・ジェイムソン〉、アーウィック）
- パワーレンジャーシリーズ
  - パワーレンジャー（チキンモンスター、ボルティコーン、アナウンサー）
  - パワーレンジャー・ターボ（フラッシュヘッド）
  - パワーレンジャー・ロスト・ギャラクシー（クラマミー、ハーガン）
- ビクトリアス
- ミディアム6 霊能者アリソン・デュボア（ウィルクス警部補）

#### アニメ
- ザ・シンプソンズ（ルー〈初代〉、アキラ、ファンゾー、マイク・ソーシア、スティーヴン・ホーキング博士、ラーゴ〈代役〉 ニック・リビエラ〈代役〉他）
  - ザ・シンプソンズ MOVIE（ルー、テロップの声）※劇場公開版（ルー、ビリー・ジョー・アームストロング、爆弾処理ロボット 他）※オリジナル版
- トランスフォーマー ザ・リバース（ハードヘッド[196]、ブラー[196]、スコーポノック[注釈 2]、マインドワイプ[196]、スィンドル[196]、グラックス[196]、ボラス[196]）
- バットマン
- バットマン:ブレイブ&ボールド（デッドマン）
- ミュータント・タートルズ ※東和ビデオ版

### デジタルコミック
- 暁の神威 -光ノ在り処-（2023年、ナレーション[197]）

### 特撮
- スーパー戦隊シリーズ
  - 電磁戦隊メガレンジャー（1997年、テンソウネジラーの声）
  - 救急戦隊ゴーゴーファイブ（1999年、モルグールの声）
  - 未来戦隊タイムレンジャー（2000年、ブラスター・マドウの声）
- ゴジラvsデストロイア （1995年）※ノンクレジット[122]
- テツワン探偵ロボタック（1998年、泥棒ロボの声）

### その他コンテンツ
- ジャンクSPORTS（外国人ゲストの吹き替え）
- ギャグマンガ日和（ジャンプフェスタ版）（スミス）
- 新・光神話 パルテナの鏡 空飛ぶ木馬（ニンテンドービデオ配信のウェブアニメ）（タナトス）
- トクボウ 警察庁特殊防犯課（2014年）[198]
- しまじろうコンサート2013「サンタさんへのおくりもの」（とりごろう〈とりっぴぃの父〉[199][200][201][202]）
- 舞台「月光条例」-月光編-、舞台「月光条例」-カグヤ編-（はだかの王様）